# Acta Universitatis Orebroensis
Acta Universitatis Orebroensis är sedan 2005 namnet på Örebro universitets skriftserie, vari universitet ger ut inbjudningsskrifter och andra universitetsgemensamma publikationer.